# Szenajda
Szenajda [pronunciación en polaco: /ʂɛˈnai̯da/] ( en casubio: Szénajda, alemán: Schönheide, hasta 1945) es un pueblo ubicado en el distrito administrativo de Gmina Kościerzyna, dentro del condado de Kościerzyna, Voivodato de Pomerania, en el norte de Polonia. Se encuentra a unos 9 kilómetros al sur de Kościerzyna y a 55 kilómetros al suroeste de la capital regional Gdańsk. Antes de 1945 estuvo en Alemania.